# Deutsche Fotothek
La Deutsche Fotothek è un archivio fotografico della biblioteca universitaria del land di Sassonia (SLUB).
Vi si trovano milioni di foto di numerosi fotografi tedeschi e stranieri, tra cui Eugen Nosko, Ermenegildo Antonio Donadini, Richard Peter e molti altri.

## Descrizione
Fondata nel 1924, si è evoluta poco a poco fino a comprendere oltre 7 milioni di fotografie e negativi.
Nel 2009 viene annunciato la donazione di oltre 250.000 fotografie al portale Wikimedia Commons sotto forma di licenza CC-BY-SA 3.0.

## Galleria d'immagini

Selezione di foto della D.F. da Wikimedia Commons
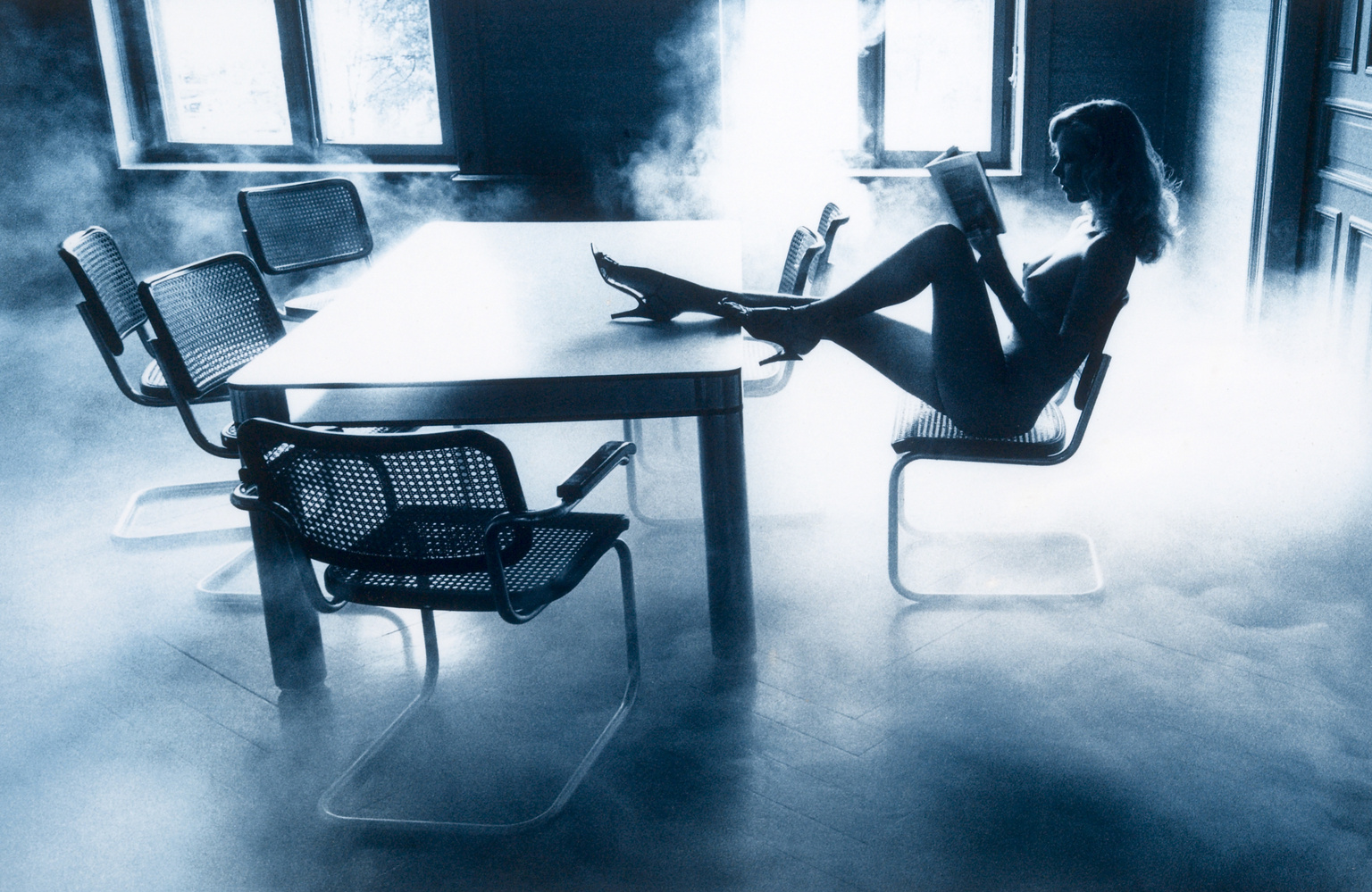
Di Jacques Schumacher, 1979
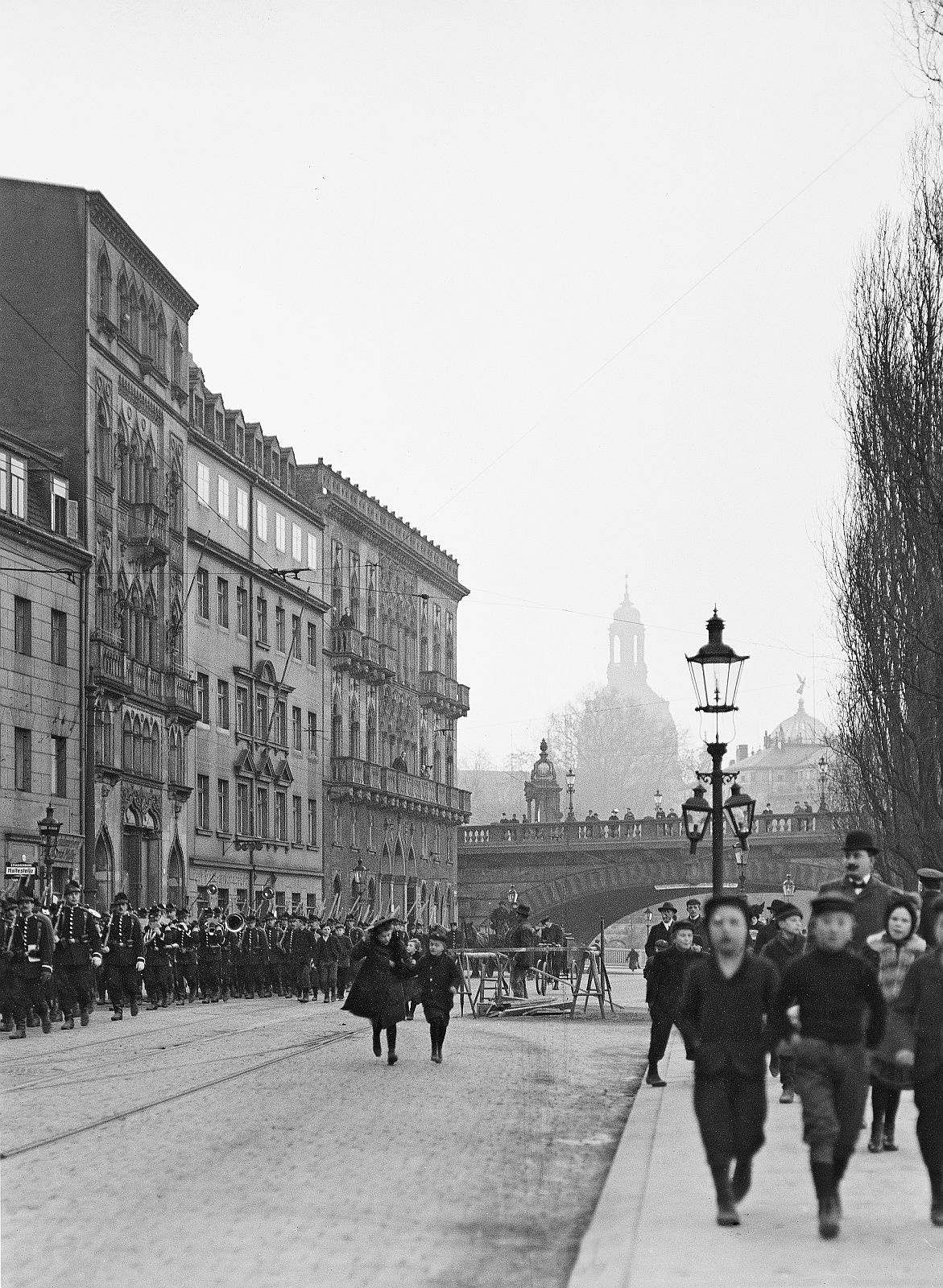
Di Ermenegildo Antonio Donadini, Dresda, 1900 ca.
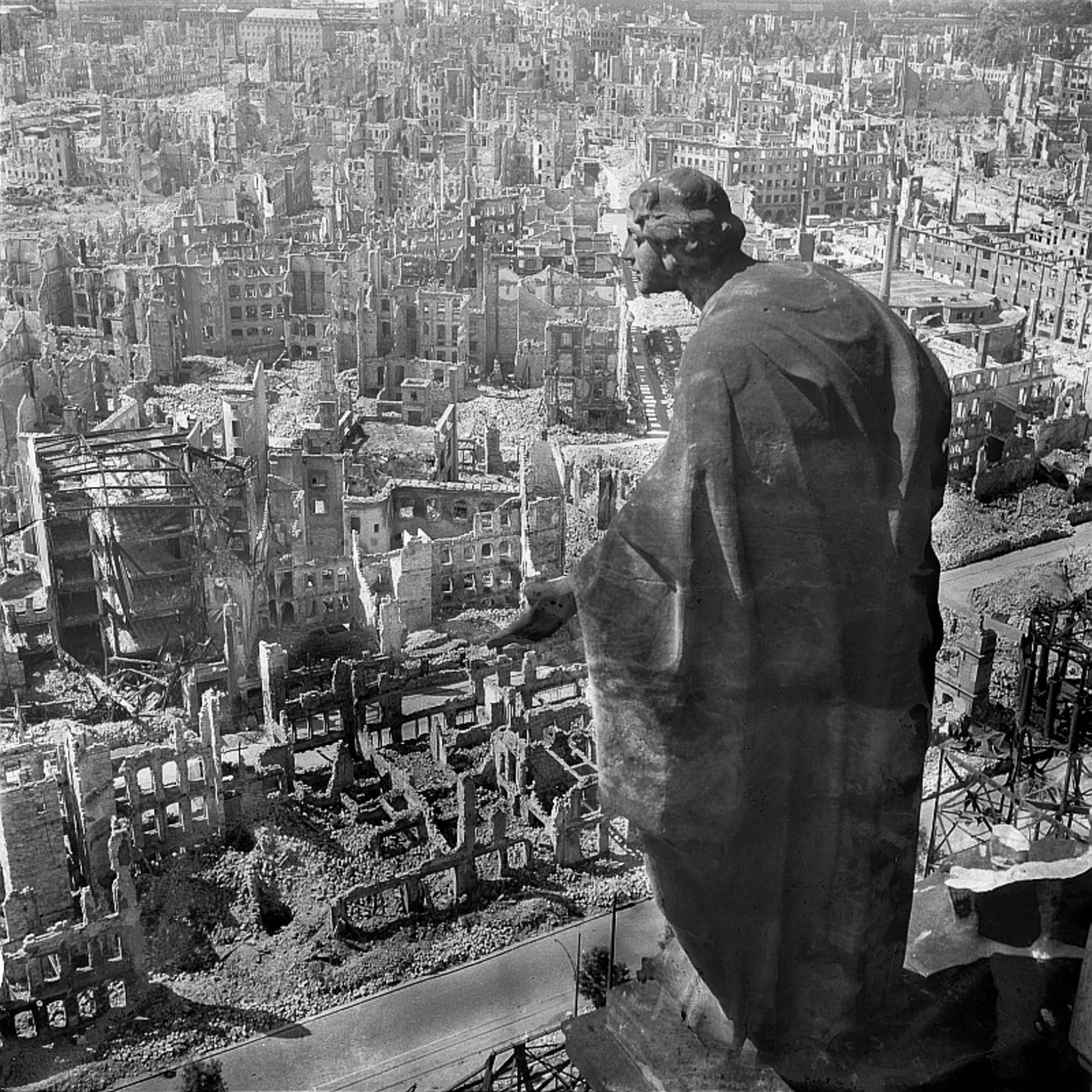
Di Richard Peter, celebre immagine di Dresda distrutta, 1945
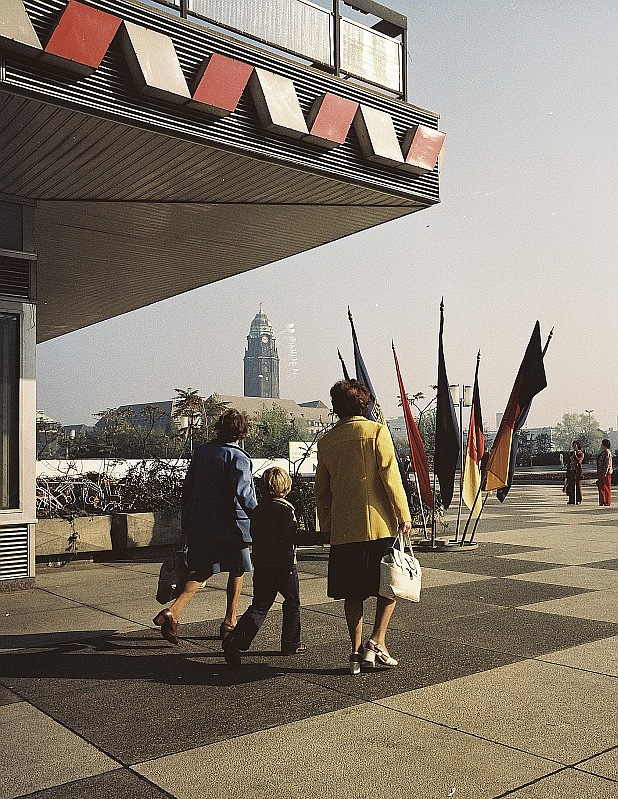
Di Richard Peter, Dresda, 1975 ca.
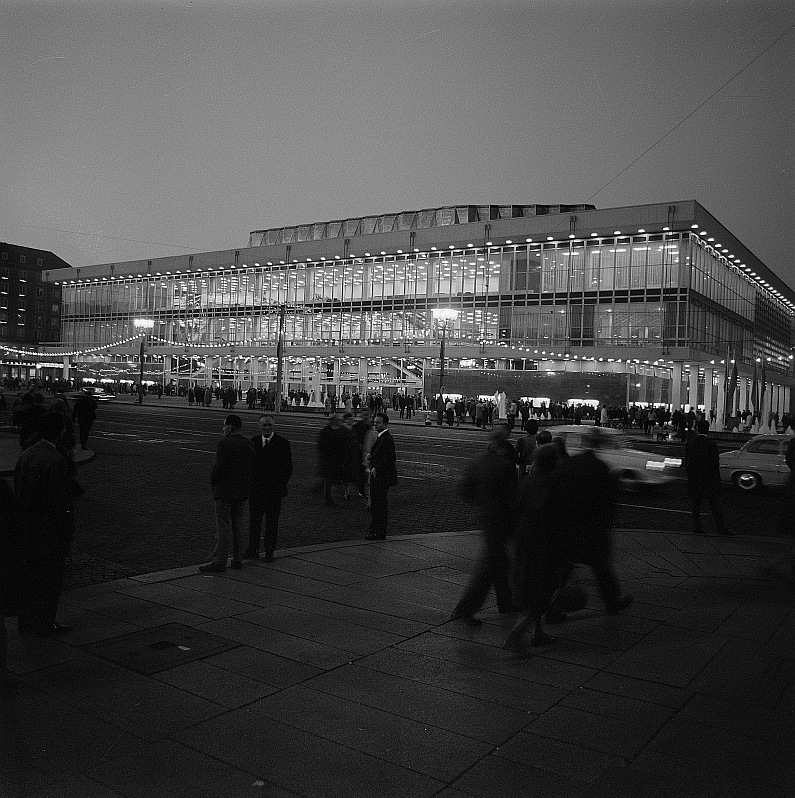
Di Richard Peter, Kulturpalast di Dresda, anni '70
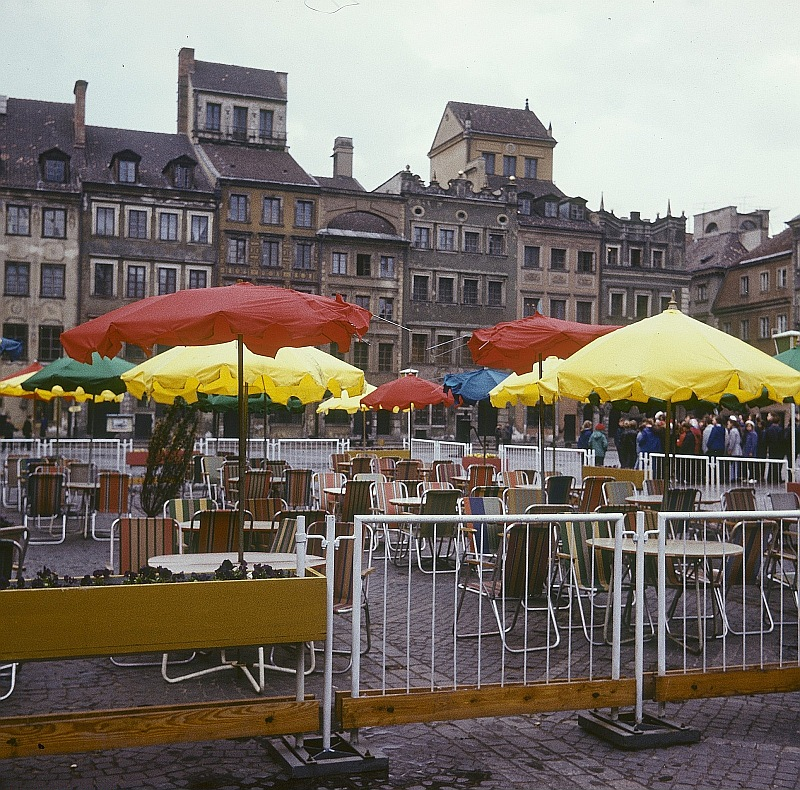
Di Richard Peter, Varsavia, 1970 ca.
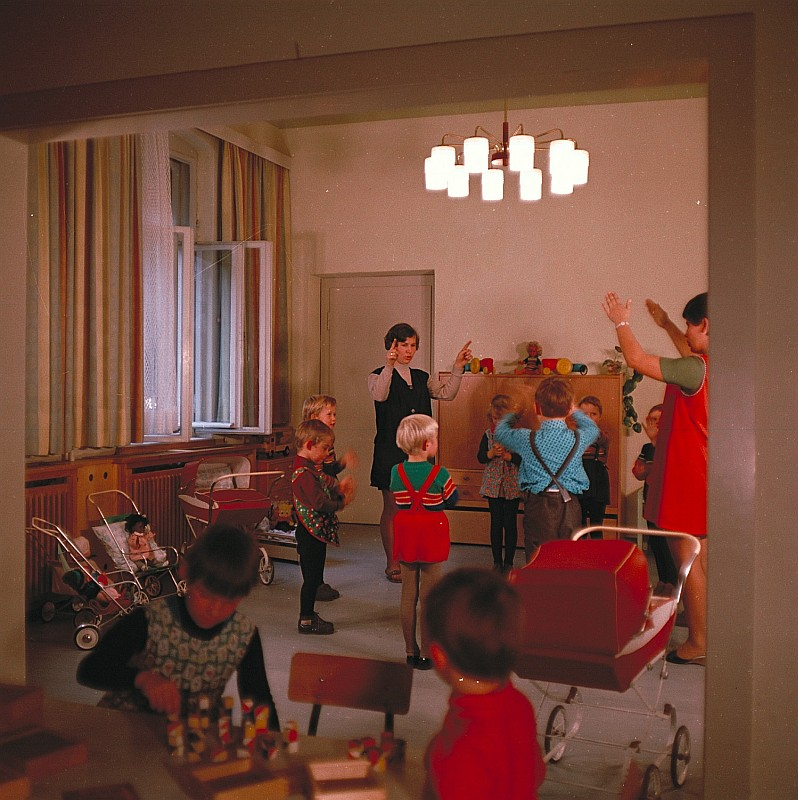
Di Eugen Nosko, asilo a Dresda, 1969
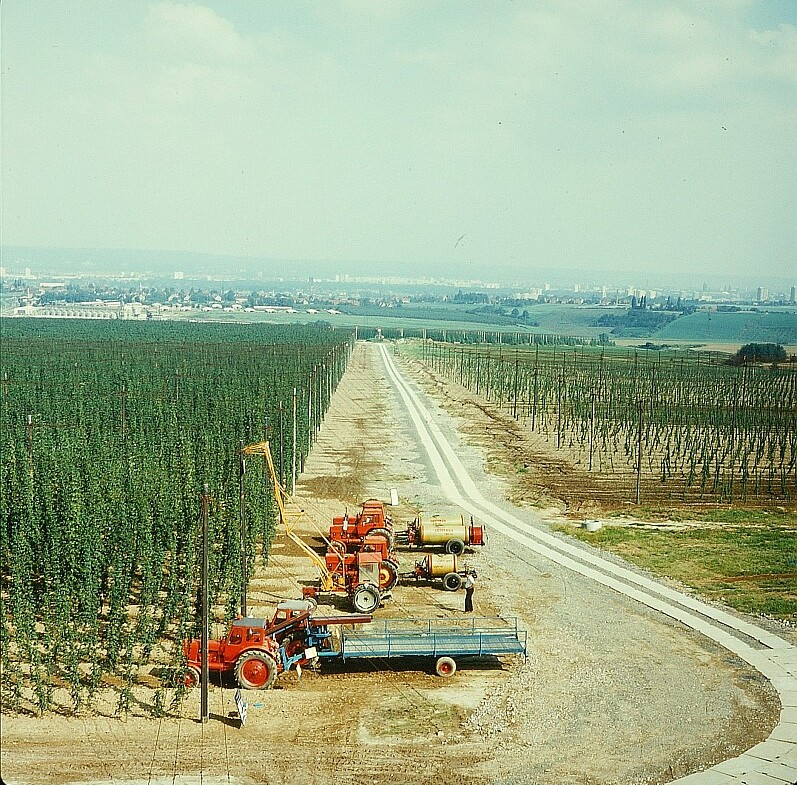
Di Eugen Nosko, agricoltura nella DDR, 1981
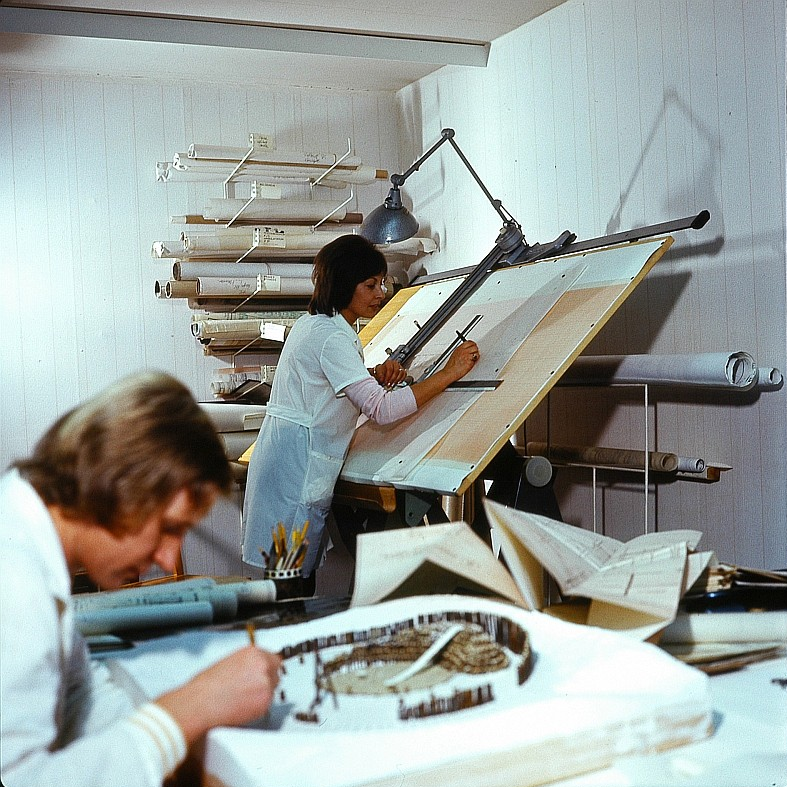
Di Eugen Nosko, studio da disegno, 1973
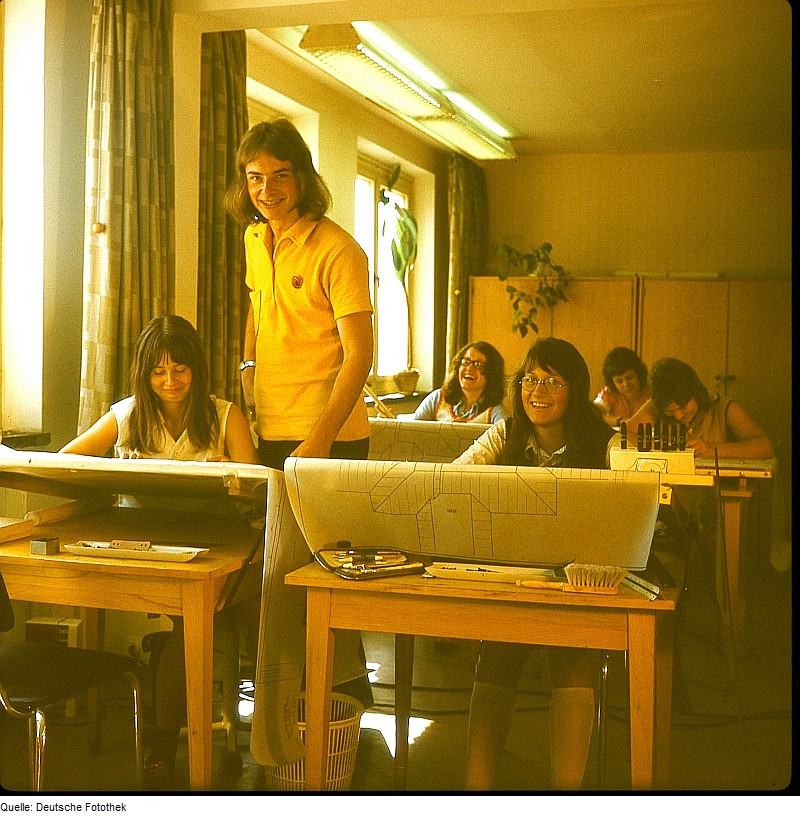
Di Eugen Nosko, scuola tecnica a Dresda, 1973